# الافتتاح الأول لجوكو ويدودو
الافتتاح الأول لجوكو ويدودو هو تنصيب جوكو ويدودو رئيسًا سابعًا لإندونيسيا وذلك يوم الاثنين 20 أكتوبر 2014م في مبنى البرلمان الإندونيسي في جاكرتا. احتفل الافتتاح ببدء فترة ولاية جوكو ويدودو التي تدوم خمس سنوات (والمعروفة عالميًا باسم جوكوي) كرئيس، في المقابل بدأ الفترة الثانية والأخيرة لمحمد يوسف كالا كنائب رئيس إندونيسيا. فاز جوكوي وكالا في انتخابات 2014 بحصوله على 53.15٪ من الأصوات الشعبية ضد منافسه الوحيد فرابوو سوبيانتو ونائبه هاتا راجاسا.

## السياق
تم انتخاب جوكو ويدودو في انتخابات 2014 شديدة التنافس. يحظى جوكوي الذي شغل منصب رئيس بلدية سوراكارتا وحاكم جاكرتا باهتمام إعلامي وطني ودولي واسع النطاق بسبب خلفيته وأسلوبه الفريد. إنه ابن نجار عمل كمصنع للأثاث قبل أن يصبح سياسيًا. إنه أول رئيس إندونيسي لم يأت من النخبة العسكرية أو السياسية. أثبت أسلوبه الفريد في القيادة بما في ذلك بلوسوكان (قضاء الوقت في المناطق الفقيرة للدردشة بشكل غير رسمي مع الناس) شعبية كبيرة بين الإندونيسيين. قبل خمسة أيام من تنصيبه أظهرت له مجلة تايم صورة على صفحة الغلاف بعنوان «أمل جديد».

## حفل الافتتاح
بدأ حفل الافتتاح في الساعة 10:00 بالتوقيت المحلي. عقدت الجلسة البرلمانية لمجلس الشعب الاستشاري برئاسة رئيس المجلس ذو الفقلي حسن. قبل قراءة القسم قرأ الإعلان عن نتائج الانتخابات. ثم قرأ الرئيس المنتخب جوكو ويدودو اليمين الرئاسية، ثم يوسف كالا بعد ذلك.
بعد تنصيبه ألقى جوكو ويدودو خطابه الافتتاحي بعنوان تحت إرادة الشعب والدستور. ووعد في خطابه بأن تضمن حكومته خدمة كل مواطن في جميع أنحاء الأرخبيل، من أقصاها إلى أبعادها. كما دعى إلى الوحدة بين الإندونيسيين وأعلن تصميمه على إنشاء إندونيسيا كدولة بحرية. إلى الضيوف والمندوبين الأجانب قال إن إندونيسيا ستظل متمشية مع سياستها الخارجية الحرة والنشطة.

## أحداث ما بعد الحفل
بعد حفل الافتتاح استمرت العملية بمهرجان الشعب الذي أقيم في النصب التذكاري موناس، على بعد بضعة كيلومترات من مبنى البرلمان. انضم جوكو ويدودو ويوسف كالا إلى العرض الثقافي الذي بدأ من دوار فندق إندونيسيا إلى أستانا ميرديكا، على متن عربة. في ولاية إستانا قام الرئيس السابق يودويونو وحكومته بتسليم القصر الرئاسي بحفل عسكري. ثم انضم إلى مهرجان الشعب وألقى خطابًا آخر.

## الضيوف
حضر الضيوف المحليون الحفل بمن فيهم الرئيسان السابقان لإندونيسيا، ب. ج. حبيبي وميجاواتي سوكارنوبوتري، والسيدة الأولى السابقة سينتا نورية. وحضر حفل الافتتاح نائبان سابقان للرئيس تري سوتريسنو وحمزة هاز. حضر منافسيه خلال الانتخابات فرابوو سوبيانتو ونائبه هاتا راجاسا أيضا الحفل، وتلقى في الحفل التقدير والتصفيق. كان هناك العديد من الضيوف الدوليين الذين حضروا حفل الافتتاح، كان هناك أكثر من 90 دبلوماسيًا وأكد ممثلون أجانب حضورهم.